# Hoření Vinice
Hoření Vinice je vesnice, část obce Kly v okrese Mělník ve Středočeském kraji. Nachází se asi 1,5 kilometru severovýchodně od Kel. Je zde evidováno 77 adres. Počet obyvatel neuveden
Hoření Vinice leží v katastrálních územích Kly o výměře 7,88 km² a Záboří u Kel o výměře 2,72 km².

## Historie
Hoření Vinice vznikla k 28. březnu 2001 jako část obce Kly v okrese Mělník.

## Obyvatelstvo
| Rok            | 1869 | 1880 | 1890 | 1900 | 1910 | 1921 | 1930 | 1950 | 1961 | 1970 | 1980 | 1991 | 2001 | 2011 | 2021 |
| -------------- | ---- | ---- | ---- | ---- | ---- | ---- | ---- | ---- | ---- | ---- | ---- | ---- | ---- | ---- | ---- |
| Počet obyvatel | 0    | 0    | 175  | 192  | 222  | 0    | 201  | 0    | 0    | 126  | 110  | 88   | 125  | 202  | 292  |
| Počet domů     | 0    | 0    | 40   | 46   | 44   | 44   | 48   | 0    | 0    | 45   | 39   | 49   | 62   | 77   | 115  |